# Pterotaenia edwardsi
Pterotaenia edwardsi är en tvåvingeart som beskrevs av Malloch 1933. Pterotaenia edwardsi ingår i släktet Pterotaenia och familjen fläckflugor. Inga underarter finns listade i Catalogue of Life.